# 스몰 폼 팩터 플러거블

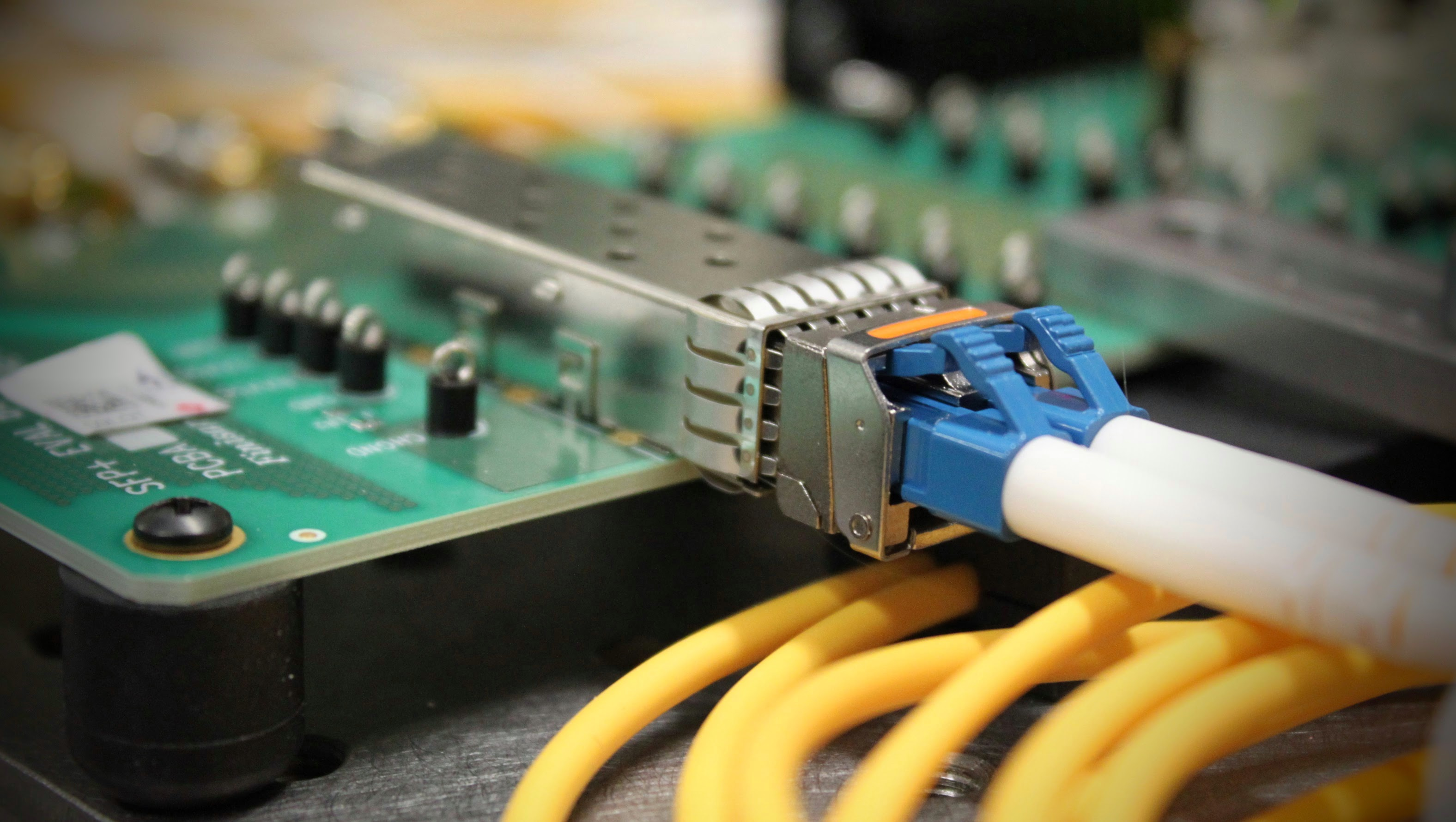
광케이블 한 쌍에 연결된 SFP(Small Form-factor Pluggable)

스몰 폼 팩터 플러거블(SFP, Small Form-factor Pluggable)은 전기 통신 및 데이터 통신 애플리케이션에 사용되는 소형 핫 플러그 지원 네트워크 인터페이스 모듈 형식이다. 네트워킹 하드웨어의 SFP 인터페이스는 광케이블 또는 구리 케이블과 같은 미디어별 무선 송수신기를 위한 모듈식 슬롯이다. 고정 인터페이스(예: 이더넷 스위치의 모듈형 커넥터)와 비교하여 SFP를 사용하면 필요한 대로 다양한 유형의 트랜시버로 개별 포트를 장착할 수 있으며, 대부분의 경우 광회선 터미널, 네트워크 카드, 스위치, 라우터가 포함된다는 장점이 있다.
폼 팩터 및 전기 인터페이스는 스몰 폼 팩터 위원회(Small Form Factor Committee)의 후원하에 다중 소스 협약(MSA)에 의해 지정된다. SFP는 대부분의 응용 분야에서 더 큰 기가비트 인터페이스 컨버터(GBIC)를 대체했으며 일부 공급업체에서는 미니-GBIC으로 불린다.
SFP 트랜시버는 동기식 광 네트워킹(SONET), 기가비트 이더넷, 파이버 채널, PON 및 기타 통신 표준을 지원한다. 도입 당시 이더넷 SFP의 일반적인 속도는 1 Gbit/s, 파이버 채널 SFP 모듈의 경우 최대 4 Gbit/s였다. 2006년에 SFP+ 사양은 최대 10 Gbit/s의 속도를 지원했고, 2014년에 출시된 후속 SFP28은 25 Gbit/s의 속도를 위해 설계되었다.
약간 더 큰 제품은 4레인 QSFP(Quad Small Form-factor Pluggable)이다. 추가 레인을 통해 해당 SFP보다 4배 빠른 속도를 제공할 수 있다. 2014년에는 최대 100 Gbit/s의 속도를 허용하는 QSFP28 변형이 공개되었다. 2019년에는 이와 밀접하게 관련된 QSFP56이 표준화되어 주요 업체에서 이미 제품을 판매하며 최고 속도가 200 Gbit/s로 두 배가 되었다. 저렴한 어댑터를 사용하면 SFP 트랜시버를 QSFP 포트에 장착할 수 있다.
두 가지 모두 SFP-DD는 2개 레인에서 100 Gbit/s, QSFP-DD는 8개 레인에서 400 Gbit/s 사양을 지원하며 공개되었다. 이들은 해당 이전 제품과 직접적으로 하위 호환되는 폼 팩터를 사용한다.
더 큰 제품인 OSFP(Octal Small Format Pluggable)는 2022년에 제품이 출시되어 네트워크 장비 간에 800 Gbit/s 링크가 가능하다. QSFP 폼 팩터보다 약간 더 큰 버전으로 더 큰 출력 전력을 허용한다. OSFP 표준은 2016년에 처음 발표되었으며 2021년에 출시된 4.0 버전은 8×100 Gbit/s 전기 데이터 레인을 통해 800 Gbit/s를 허용한다. 지지자들은 저렴한 어댑터를 사용하면 QSFP 모듈과 하위 호환될 수 있다고 말한다.

## SFP 종류
SFP 트랜시버는 다양한 송신기 및 수신기 사양으로 제공되므로 사용자는 사용 가능한 미디어 유형(예: 연선 또는 트위낵스 구리 케이블, 다중 모드 또는 단일 모드 광섬유 케이블)을 통해 필요한 광학 또는 전기 도달 거리를 제공하도록 각 링크에 적합한 트랜시버를 선택할 수 있다. 트랜시버는 전송 속도로도 지정된다. SFP 모듈은 일반적으로 여러 다른 범주로 제공된다.
| 이름      | 공칭 속도  | 레인 | 표준             | 출시       | 하위 호환                               | PHY 인터페이스 | 커넥터         |
| --------- | ---------- | ---- | ---------------- | ---------- | --------------------------------------- | -------------- | -------------- |
| SFP       | 100 Mbit/s | 1    | SFF INF-8074i    | 2001-05-01 | 없음                                    | MII            | LC, RJ45       |
| SFP       | 1 Gbit/s   | 1    | SFF INF-8074i    | 2001-05-01 | 100 Mbit/s SFP*                         | SGMII          | LC, RJ45       |
| cSFP      | 1 Gbit/s   | 2    |                  |            |                                         |                | LC             |
| SFP+      | 10 Gbit/s  | 1    | SFF SFF-8431 4.1 | 2009-07-06 | SFP                                     | XGMII          | LC, RJ45       |
| SFP28     | 25 Gbit/s  | 1    | SFF SFF-8402     | 2014-09-13 | SFP, SFP+                               |                | LC             |
| SFP56     | 50 Gbit/s  | 1    |                  |            | SFP, SFP+, SFP28                        |                | LC             |
| SFP-DD    | 100 Gbit/s | 2    | SFP-DD MSA       | 2018-01-26 | SFP, SFP+, SFP28, SFP56                 |                | LC             |
| SFP112    | 100 Gbit/s | 1    | SFP-DD MSA       | 2018-01-26 | SFP, SFP+, SFP28, SFP56                 |                | LC             |
| SFP-DD112 | 200 Gbit/s | 2    | SFP-DD MSA       | 2018-01-26 | SFP, SFP+, SFP28, SFP56, SFP-DD, SFP112 |                | LC             |
| QSFP 종류 |            |      |                  |            |                                         |                |                |
| QSFP      | 4 Gbit/s   | 4    | SFF INF-8438     | 2006-11-01 | 없음                                    | GMII           |                |
| QSFP+     | 40 Gbit/s  | 4    | SFF SFF-8436     | 2012-04-01 | 없음                                    | XGMII          | LC, MTP/MPO    |
| QSFP28    | 50 Gbit/s  | 2    | SFF SFF-8665     | 2014-09-13 | QSFP+                                   |                | LC             |
| QSFP28    | 100 Gbit/s | 4    | SFF SFF-8665     | 2014-09-13 | QSFP+                                   |                | LC, MTP/MPO-12 |
| QSFP56    | 200 Gbit/s | 4    | SFF SFF-8665     | 2015-06-29 | QSFP+, QSFP28                           |                | LC, MTP/MPO-12 |
| QSFP112   | 400 Gbit/s | 4    | SFF SFF-8665     | 2015-06-29 | QSFP+, QSFP28, QSFP56                   |                | LC, MTP/MPO-12 |
| QSFP-DD   | 400 Gbit/s | 8    | SFF INF-8628     | 2016-06-27 | QSFP+, QSFP28, QSFP56                   |                | LC, MTP/MPO-16 |

QSFP/QSFP+/QSFP28/QSFP56은 SFP/SFP+/SFP28 또는 SFP56과 각각 전기적으로 하위 호환되도록 설계되었다는 점에 유의해야 한다. 간단한 어댑터 또는 특수 다이렉트 연결 케이블을 사용하여 QSFP/QSFP+/QSFP28/QSFP56 폼 팩터가 제공하는 4개가 아닌 하나의 레인만 사용하여 이러한 인터페이스를 함께 연결하는 것이 가능하다. 8개의 레인을 가진 QSFP-DD 폼 팩터도 4/2/1 레인으로 다운그레이드하여 작동할 수 있다.

### 100 Mbit/sSFP
- 다중 모드 광섬유, LC 커넥터, 검은색 또는 베이지색 색상 코딩
  - SX – 850 nm, 최대 550 m
- 다중 모드 광섬유, LC 커넥터, 파란색 색상 코딩
  - FX  – 1300 nm, 최대 5 km 거리.
  - LFX (제조업체에 따라 이름이 다름) – 1310 nm, 최대 5 km 거리.
- 단일 모드 광섬유, LC 커넥터, 파란색 색상 코딩
  - LX – 1310 nm, 최대 10 km 거리
  - EX – 1310 nm, 최대 40 km 거리
- 단일 모드 광섬유, LC 커넥터, 녹색 색상 코딩
  - ZX – 1550 nm, 최대 80 km 거리 (광섬유 경로 손실에 따라 다름)
  - EZX – 1550 nm, 최대 160 km 거리 (광섬유 경로 손실에 따라 다름)
- 단일 모드 광섬유, LC 커넥터, 양방향, 파란색 및 노란색 색상 코딩
  - BX (공식적으로 BX10) – 1550 nm/1310 nm, 단일 광섬유 양방향 100 Mbit SFP 트랜시버, 업링크 및 다운링크 각각에 대해 BX-U (파란색) 및 BX-D (노란색) 쌍으로 구성되며, 최대 10 km 거리. 링크 길이 기능이 최대 40 km인 더 높은 전송 전력 버전을 가진 양방향 SFP의 변형도 제조된다.
- 구리 연선 케이블링, 8P8C (RJ-45) 커넥터
  - 100BASE-TX –  최대 100m 거리.

### 1 Gbit/sSFP
- 1 ~ 1.25 Gbit/s 다중 모드 광섬유, LC 커넥터, 검정 또는 베이지 추출 레버[2]
  - SX – 850 nm, 1.25 Gbit/s(기가비트 이더넷)에서 최대 550 m. 다른 다중 모드 SFP 애플리케이션은 더 짧은 거리에서 더 높은 속도를 지원한다.[20]
- 1 ~ 1.25 Gbit/s 다중 모드 광섬유, LC 커넥터, 추출 레버 색상은 표준화되지 않음
  - SX+/MX/LSX/LX (제조업체에 따라 이름이 다름) – 1310 nm, 최대 2 km 거리.[21] SX 또는 100BASE-FX와 호환되지 않는다. LX 기반이지만 LX를 다중 모드로 적용하는 데 일반적으로 사용되는 모드 조건화 케이블이 아닌 표준 다중 모드 패치 케이블을 사용하여 다중 모드 광섬유와 작동하도록 설계되었다.
- 1 ~ 2.5 Gbit/s 단일 모드 광섬유, LC 커넥터, 파란색 추출 레버[2]
  - LX – 1310 nm, 최대 10 km 거리 (원래는 LX가 5 km만 커버했고, 나중에 LX10이 10 km를 커버했다)
  - EX – 1310 nm, 최대 40 km 거리
  - ZX – 1550 nm, 최대 80 km 거리 (광섬유 경로 손실에 따라 다름), 녹색 추출 레버 (GLC-ZX-SM1 참조)
  - EZX – 1550 nm, 최대 160 km 거리 (광섬유 경로 손실에 따라 다름)
  - BX (공식적으로 BX10) – 1490 nm/1310 nm, 단일 광섬유 양방향 기가비트 SFP 트랜시버, 업링크 및 다운링크 각각에 대해 BX-U 및 BX-D 쌍으로 구성되며, 최대 10 km 거리.[22][23] 양방향 SFP의 변형도 제조되며, 한 방향으로는 1550 nm를 사용하고, 링크 길이 기능이 최대 80 km인 더 높은 전송 전력 버전을 사용한다.
  - 1550 nm 40 km (XD), 80 km (ZX), 120 km (EX 또는 EZX)
  - SFSW – 단일 광섬유 단일 파장 트랜시버는 단일 광섬유에서 양방향 트래픽을 처리한다. CWDM과 함께 사용하면 광섬유 링크의 트래픽 밀도를 두 배로 높인다.[24][25]
  - 조대 파장 분할 다중화 (CWDM) 및 밀집 파장 분할 다중화 (DWDM) 트랜시버는 다양한 파장에서 다양한 최대 거리를 달성한다. CWDM 및 DWDM 트랜시버는 일반적으로 40, 80 및 120 km의 링크 거리를 지원한다.
- 1 Gbit/s 구리 연선 케이블링, 8P8C (RJ-45) 커넥터
  - 1000BASE-T – 이 모듈은 물리적 코딩 부계층 재코딩을 위한 중요한 인터페이스 회로를 통합하고[26] 특정 라인 코드 때문에 기가비트 이더넷에만 사용할 수 있다. 파이버 채널 또는 SONET과 호환되지 않는다 (또는 동일한 기능이 없다). 대부분의 라우터 및 스위치에 통합된 대부분의 비 SFP 구리 1000BASE-T 포트와 달리 1000BASE-T SFP는 일반적으로 100BASE-TX 속도로 작동할 수 없다.
- 100 Mbit/s 구리 및 광학 – 일부 공급업체는 FTTH 애플리케이션 및 레거시 100BASE-FX 회로의 드롭인 교체를 위해 100 Mbit/s 제한 SFP를 출하했다. 이들은 비교적 흔하지 않으며 100 Mbit/s SFP와 쉽게 혼동될 수 있다.[27]
- 공식 사양 문서에 언급되어 있지는 않지만, 원래 SFP 표준의 최대 데이터 속도는 5 Gbit/s이다.[28] 이것은 결국 4GFC 파이버 채널과 DDR 인피니밴드 모두에서 특히 4레인 QSFP 형태로 사용되었다.
- 최근 몇 년 동안[언제?] SFP 트랜시버는 2.5GBASE-T[29] 및 5GBASE-T를 사용하는 SFP를 통해 2.5 Gbit/s 및 5 Gbit/s 이더넷 속도를 허용하는 트랜시버가 만들어졌다.[30]

### 10 Gbit/sSFP+

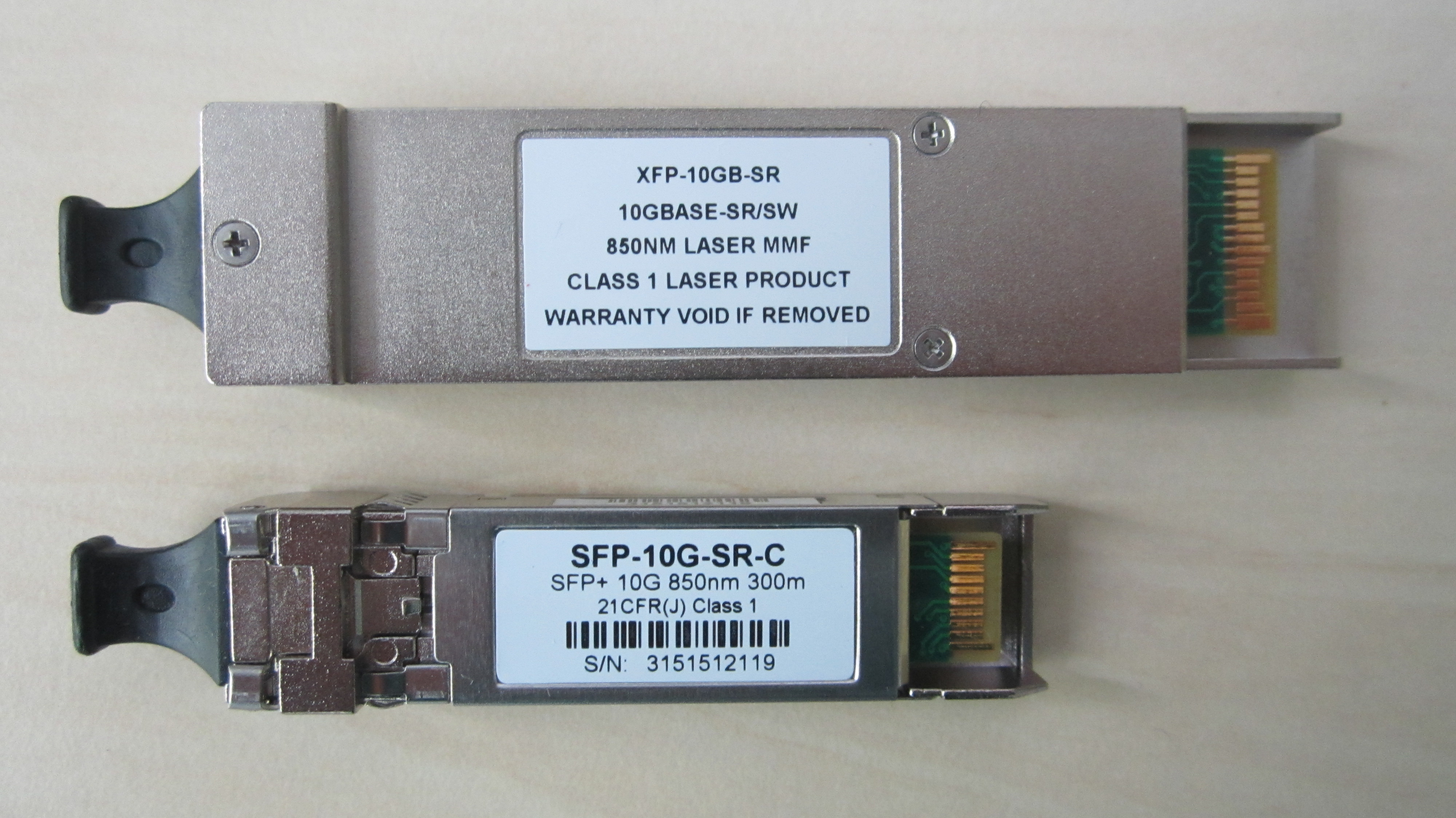
위는 10기가비트 이더넷 XFP 트랜시버, 아래는 SFP+ 트랜시버

SFP+(enhanced small form-factor pluggable)는 최대 16 Gbit/s의 데이터 속도를 지원하는 SFP의 개선된 버전이다. SFP+ 사양은 2006년 5월 9일에 처음 공개되었으며, 버전 4.1은 2009년 7월 6일에 공개되었다. SFP+는 8 Gbit/s 파이버 채널, 10기가비트 이더넷 및 Optical Transport Network 표준 OTU2를 지원한다. 이는 많은 네트워크 구성 요소 공급업체가 지원하는 인기 있는 산업 형식이다. SFP+ 표준에는 16 Gbit/s 파이버 채널에 대한 언급이 포함되어 있지 않지만, 이 속도에서 사용할 수 있다. 데이터 속도 외에도 8Gbit/s 파이버 채널과 16 Gbit/s 파이버 채널 간의 주요 차이점은 인코딩 방식이다. 16 Gbit/s에 사용되는 64b/66b encoding은 8 Gbit/s에 사용되는 8b/10b보다 더 효율적인 인코딩 메커니즘이며, 라인 속도를 두 배로 늘리지 않고도 데이터 속도를 두 배로 늘릴 수 있다. 16GFC는 실제로는 어디에서도 16 Gbit/s 신호를 사용하지 않는다. 8GFC의 두 배 처리량을 달성하기 위해 14.025 Gbit/s 라인 속도를 사용한다.
SFP+는 또한 전용 트랜시버 없이 두 개의 SFP+ 포트를 연결하기 위한 다이렉트 연결을 도입한다. 직접 연결 케이블(DAC)은 수동(최대 7 m), 활성(최대 15 m), 활성 광학(AOC, 최대 100 m) 변형으로 존재한다.
10 Gbit/s SFP+ 모듈은 일반 SFP와 정확히 같은 크기이므로 장비 제조업체는 24 및 48포트 스위치와 모듈식 라인 카드에 기존 물리적 설계를 재사용할 수 있다. 이전 XENPAK 또는 XFP 모듈과 비교하여 SFP+ 모듈은 모듈 내부에 구현되는 대신 호스트 보드에 더 많은 회로를 구현할 수 있다. 활성 전자 어댑터를 사용하면 SFP+ 모듈을 XENPAK 포트를 가진 구형 장비와 X2 포트에서 사용할 수 있다.
SFP+ 모듈은 제한(limiting) 또는 선형(linear) 유형으로 설명될 수 있다. 이는 내장 전자 장치의 기능을 설명한다. 제한 SFP+ 모듈은 (저하된) 수신 신호를 재형성하기 위한 신호 증폭기를 포함하는 반면, 선형 SFP+ 모듈은 포함하지 않는다. 선형 모듈은 주로 10GBASE-LRM과 같은 낮은 대역폭 표준에 사용되며, 그렇지 않은 경우에는 제한 모듈이 선호된다.

### 25 Gbit/sSFP28
SFP28은 일반적으로 25 Gbit/s 데이터 레인 4개로 구현되는 100기가비트 이더넷 인터페이스에서 진화한 25 Gbit/s 인터페이스이다. SFP 및 SFP+와 기계적 치수가 동일한 SFP28은 인코딩 오버헤드가 있는 25 Gbit/s 데이터를 수용하는 28 Gbit/s 레인 하나를 구현한다.
SFP28 모듈은 단일 또는 다중 모드 광섬유 연결, 활성 광케이블 및 다이렉트 연결 구리를 지원한다.

### cSFP
cSFP(compact small form-factor pluggable)는 동일한 기계적 폼 팩터를 가지며 포트당 두 개의 독립적인 양방향 채널을 허용하는 SFP의 변형이다. 주로 포트 밀도를 높이고 포트당 광섬유 사용량을 줄이는 데 사용된다.

### SFP-DD
SFP-DD(small form-factor pluggable double density) 다중 소스 계약은 2019년에 포트 밀도를 두 배로 늘리기 위한 표준으로 발표되었다. SFD-DD MSA 웹사이트에 따르면: "SFP-DD 기반 네트워크 장비는 레거시 SFP 모듈 및 케이블과 새로운 이중 밀도 제품을 지원할 것이다."
SFP-DD는 전송에 두 개의 레인을 사용한다.
현재 다음과 같은 속도가 정의되어 있다:
- SFP112: 단일 쌍에서 PAM4를 사용하는 100 Gbit/s (이중 밀도 아님)[18]
- SFP-DD: PAM4를 사용하는 100 Gbit/s 및 NRZ를 사용하는 50 Gbit/s[18]
- SFP-DD112: PAM4를 사용하는 200 Gbit/s[18]
- QSFP112: 400 Gbit/s (4 × 112 Gbit/s)[49]
- QSFP-DD: 400 Gbit/s/200 Gbit/s (8 × 50 Gbit/s 및 8 × 25 Gbit/s)[50]
- QSFP-DD800 (이전 QSFP-DD112): 800 Gbit/s (8 × 112 Gbit/s)[49]
- QSFP-DD1600 (초안) 1.6 Tbit/s[51]

## QSFP

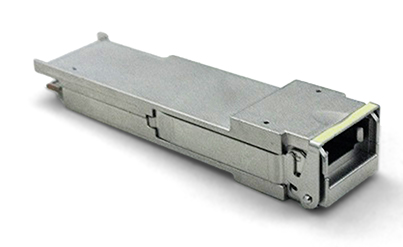
QSFP+ 40 Gb 트랜시버

QSFP(Quad Small Form-factor Pluggable) 트랜시버는 다양한 송신기 및 수신기 유형으로 제공되므로 사용자는 다중 모드 또는 단일 모드 광섬유를 통해 필요한 광학 도달 거리를 제공하도록 각 링크에 적합한 트랜시버를 선택할 수 있다.
4 Gbit/s원래 QSFP 문서에서는 기가비트 이더넷, 4GFC (파이버 채널) 또는 DDR 인피니밴드를 전달하는 4개의 채널을 지정했다.
40 Gbit/s (QSFP+)QSFP+는 10기가비트 이더넷, 10GFC 파이버 채널 또는 QDR 인피니밴드를 전달하는 4개의 10 Gbit/s 채널을 지원하는 QSFP의 발전이다. 4개 채널은 단일 40 기가비트 이더넷 링크로 결합될 수도 있다.
50 Gbit/s (QSFP14)QSFP14 표준은 FDR 인피니밴드, SAS-3 또는 16G 파이버 채널을 전달하도록 설계되었다.
100 Gbit/s (QSFP28)QSFP28 표준은 100기가비트 이더넷, EDR 인피니밴드 또는 32G 파이버 채널을 전달하도록 설계되었다. 때로는 간단하게 이 트랜시버 유형을 QSFP100 또는 100G QSFP라고도 한다.
200 Gbit/s (QSFP56)QSFP56은 200기가비트 이더넷, HDR 인피니밴드 또는 64G 파이버 채널을 전달하도록 설계되었다. 가장 큰 개선 사항은 QSFP56이 비제로 복귀(NRZ) 대신 4단계 펄스 진폭 변조(PAM-4)를 사용한다는 것이다. 이는 SFF-8024 및 SFF-8636 개정 2.10a의 전기 사양과 함께 QSFP28(SFF-8665)과 동일한 물리적 사양을 사용한다. 때로는 간단하게 이 트랜시버 유형을 200G QSFP라고도 한다.
제품에 QSFP+ 포트를 구현하는 스위치 및 라우터 제조업체는 종종 단일 QSFP+ 포트를 4개의 독립적인 10기가비트 이더넷 연결로 사용할 수 있도록 허용하여 포트 밀도를 크게 높인다. 예를 들어, 일반적인 24포트 QSFP+ 1U 스위치는 96개의 10GbE 연결을 제공할 수 있다. 단일 QSFP28 포트를 4개의 독립적인 25 기가비트 이더넷 SFP28 포트(QSFP28-to-4×SFP28)로 조정하는 팬아웃 케이블 및 단일 QSFP56 포트를 4개의 독립적인 50 기가비트 이더넷 SFP56 포트(QSFP56-to-4×SFP56)로 조정하는 케이블도 있다.

## 응용 분야

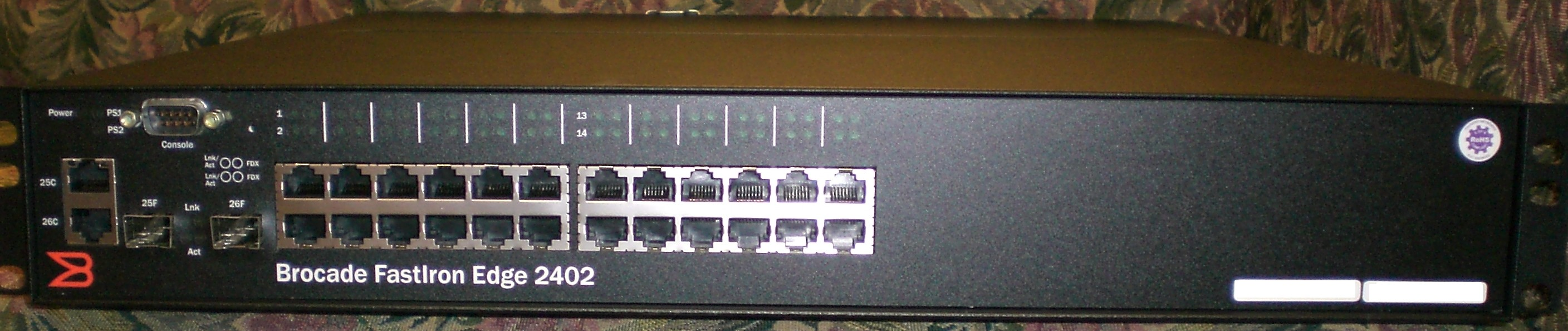
두 개의 비어 있는 SFP 슬롯이 있는 이더넷 스위치(왼쪽 아래)

SFP 소켓은 이더넷 스위치, 라우터, 방화벽 및 네트워크 인터페이스 카드에서 찾을 수 있다. 파이버 채널 호스트 어댑터 및 스토리지 장비에 사용된다. 저렴한 비용, 낮은 프로파일, 다양한 유형의 광섬유 연결을 제공하는 능력 때문에 SFP는 이러한 장비에 향상된 유연성을 제공한다.
SFP 소켓 및 트랜시버는 장거리 시리얼 디지털 인터페이스(SDI) 전송에도 사용된다.

## 표준화
SFP 트랜시버는 공식 표준 기관에 의해 표준화되지 않고 경쟁 제조업체 간의 다중 소스 협약(MSA)에 의해 명시된다. SFP는 GBIC 인터페이스 이후에 설계되었으며, GBIC보다 더 큰 포트 밀도(주어진 영역당 트랜시버 수)를 허용하므로 SFP는 미니 GBIC으로도 알려져 있다.
그러나 실질적으로 일부 네트워킹 장비 제조업체는 장비의 펌웨어에 공급업체 자체 모듈만 활성화하는 확인 코드를 추가하여 일반 SFP와의 호환성을 의도적으로 깨뜨리는 벤더 록인 관행에 참여한다. 타사 SFP 제조업체는 모든 공급업체 ID와 일치하도록 프로그래밍할 수 있는 EEPROM이 장착된 SFP를 도입했다.

## SFP 색상 코딩

### SFP 색상 코딩
| 색상   | 표준          | 미디어    | 파장    | 비고                |
| ------ | ------------- | --------- | ------- | ------------------- |
| 검정색 | INF-8074      | 다중 모드 | 850 nm  |                     |
| 베이지 | INF-8074      | 다중 모드 | 850 nm  |                     |
| 검정색 | INF-8074      | 다중 모드 | 1300 nm |                     |
| 파란색 | INF-8074      | 단일 모드 | 1310 nm |                     |
| 빨간색 | 독점 (비 SFF) | 단일 모드 | 1310 nm | 25GBASE-ER에 사용됨 |
| 녹색   | 독점 (비 SFF) | 단일 모드 | 1550 nm | 100BASE-ZE에 사용됨 |
| 빨간색 | 독점 (비 SFF) | 단일 모드 | 1550 nm | 10GBASE-ER에 사용됨 |
| 흰색   | 독점 (비 SFF) | 단일 모드 | 1550 nm | 10GBASE-ZR에 사용됨 |

### CWDM SFP 색상 코딩[67]
| 색상   | 표준 | 파장    | 다중화 | 비고 |
| ------ | ---- | ------- | ------ | ---- |
| 회색   |      | 1270 nm |        |      |
| 회색   |      | 1290 nm |        |      |
| 회색   |      | 1310 nm |        |      |
| 보라색 |      | 1330 nm |        |      |
| 파란색 |      | 1350 nm |        |      |
| 녹색   |      | 1370 nm |        |      |
| 노란색 |      | 1390 nm |        |      |
| 주황색 |      | 1410 nm |        |      |
| 빨간색 |      | 1430 nm |        |      |
| 갈색   |      | 1450 nm |        |      |
| 회색   |      | 1470 nm |        |      |
| 보라색 |      | 1490 nm |        |      |
| 파란색 |      | 1510 nm |        |      |
| 녹색   |      | 1530 nm |        |      |
| 노란색 |      | 1550 nm |        |      |
| 주황색 |      | 1570 nm |        |      |
| 빨간색 |      | 1590 nm |        |      |
| 갈색   |      | 1610 nm |        |      |

### BiDi SFP 색상 코딩
| 이름                  | 표준 | 측면 A 색상 TX | 측면 A 파장 TX | 측면 B 색상 TX | 측면 B 파장 TX | 비고 |
| --------------------- | ---- | -------------- | -------------- | -------------- | -------------- | ---- |
| 1000BASE-BX           |      | 파란색         | 1310 nm        | 보라색         | 1490 nm        |      |
| 1000BASE-BX           |      | 파란색         | 1310 nm        | 노란색         | 1550 nm        |      |
| 10GBASE-BX 25GBASE-BX |      | 파란색         | 1270 nm        | 빨간색         | 1330 nm        |      |
| 10GBASE-BX            |      | 흰색           | 1490 nm        | 흰색           | 1550 nm        |      |

### QSFP 색상 코딩
| 색상   | 표준     | 파장    | 다중화 | 비고 |
| ------ | -------- | ------- | ------ | ---- |
| 베이지 | INF-8438 | 850 nm  | 아니오 |      |
| 파란색 | INF-8438 | 1310 nm | 아니오 |      |
| 흰색   | INF-8438 | 1550 nm | 아니오 |      |

## 신호

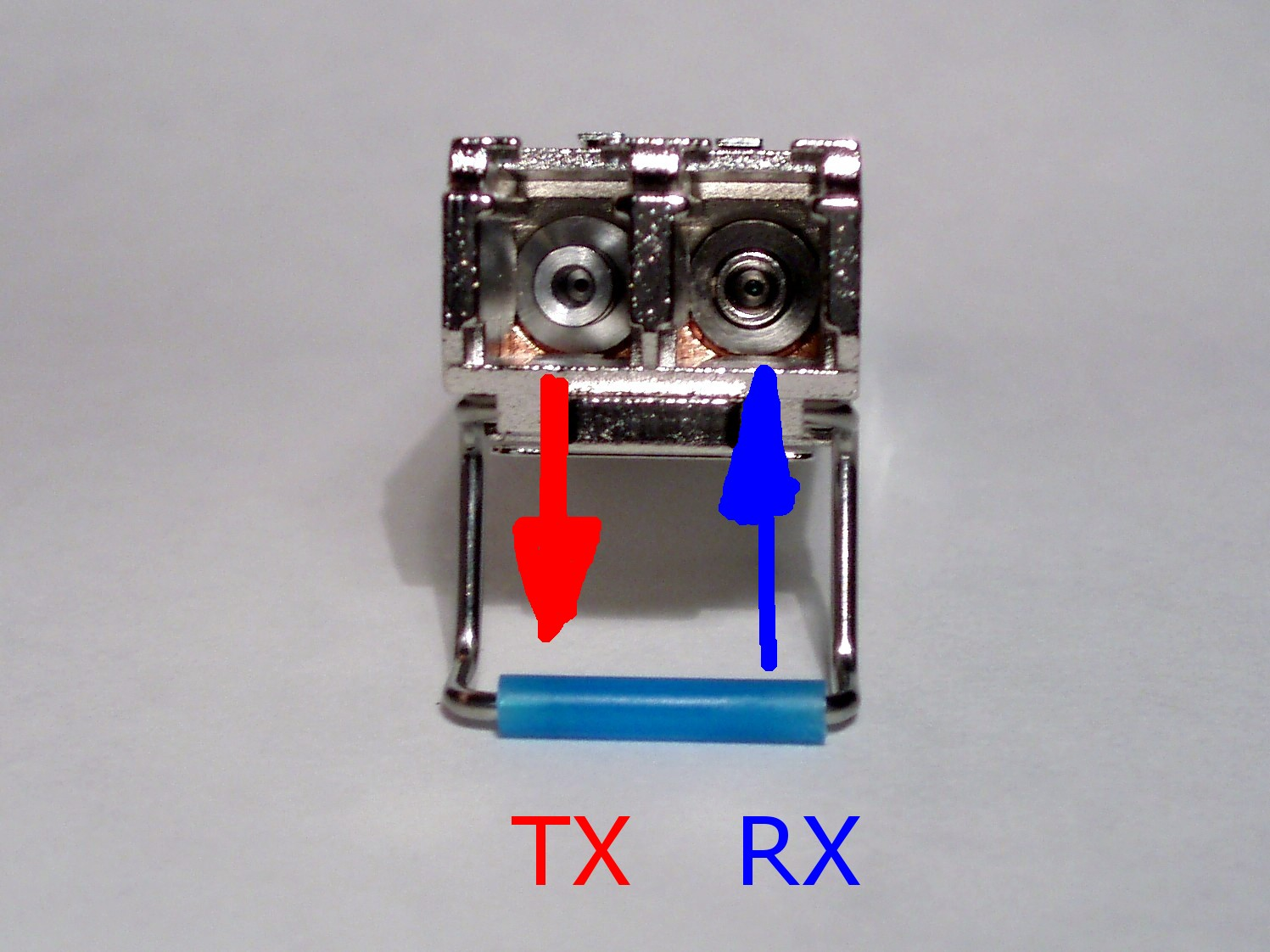
두 개의 광학 커넥터의 전송 방향을 나타내는 LC 커넥터가 통합된 SFP 모듈의 전면도

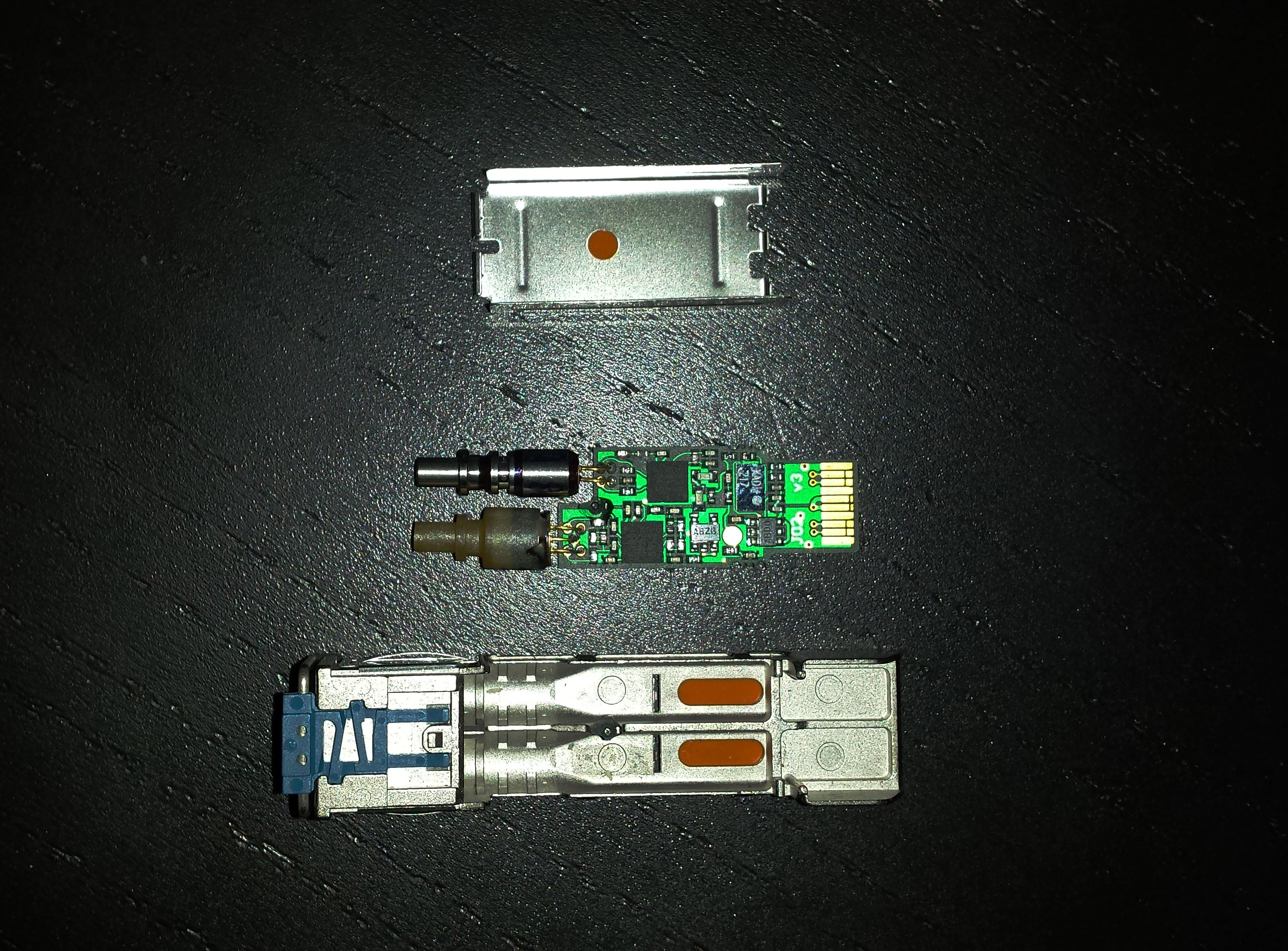
분해된 OC-3 SFP. 위쪽 금속 용기는 전송 레이저 다이오드이고, 아래쪽 플라스틱 용기는 수신 포토 다이오드이다.

SFP 트랜시버는 오른손잡이형으로, 자기 관점에서 오른쪽으로 전송하고 왼쪽으로 수신한다. 광학 커넥터를 들여다볼 때 전송은 왼쪽에서 오고 수신은 오른쪽에 있다.
SFP 트랜시버에는 20개의 패드가 있는 에지 커넥터가 있는 인쇄 회로 기판이 포함되어 있으며, 이는 후면에서 호스트 시스템의 SFP 전기 커넥터와 결합된다. QSFP에는 4개의 고속 전송 데이터 쌍과 4개의 고속 수신 데이터 쌍을 포함하여 38개의 패드가 있다.
| 패드 | 이름       | 기능                                                                                           |
| ---- | ---------- | ---------------------------------------------------------------------------------------------- |
| 1    | VeeT       | 송신기 접지                                                                                    |
| 2    | Tx_Fault   | 송신기 오류 표시                                                                               |
| 3    | Tx_Disable | 높을 때 광학 출력 비활성화                                                                     |
| 4    | SDA        | 2선 직렬 인터페이스 데이터 라인 (ATMEL AT24C01A/02/04 계열에 정의된 CMOS EEPROM 프로토콜 사용) |
| 5    | SCL        | 2선 직렬 인터페이스 클럭                                                                       |
| 6    | Mod_ABS    | 모듈 부재, 모듈의 VeeT 또는 VeeR에 연결되어 호스트에게 모듈 존재 표시                          |
| 7    | RS0        | 속도 선택 0                                                                                    |
| 8    | Rx_LOS     | 수신기 신호 손실 표시                                                                          |
| 9    | RS1        | 속도 선택 1                                                                                    |
| 10   | VeeR       | 수신기 접지                                                                                    |
| 11   | VeeR       | 수신기 접지                                                                                    |
| 12   | RD-        | 반전 수신 데이터                                                                               |
| 13   | RD+        | 수신 데이터                                                                                    |
| 14   | VeeR       | 수신기 접지                                                                                    |
| 15   | VccR       | 수신기 전원 (3.3 V, 최대 300 mA)                                                               |
| 16   | VccT       | 송신기 전원 (3.3 V, 최대 300 mA)                                                               |
| 17   | VeeT       | 송신기 접지                                                                                    |
| 18   | TD+        | 전송 데이터                                                                                    |
| 19   | TD-        | 반전 전송 데이터                                                                               |
| 20   | VeeT       | 송신기 접지                                                                                    |

| 패드 | 이름    | 기능                       |
| ---- | ------- | -------------------------- |
| 1    | GND     | 접지                       |
| 2    | Tx2n    | 송신기 반전 데이터 입력    |
| 3    | Tx2p    | 송신기 비반전 데이터 입력  |
| 4    | GND     | 접지                       |
| 5    | Tx4n    | 송신기 반전 데이터 입력    |
| 6    | Tx4p    | 송신기 비반전 데이터 입력  |
| 7    | GND     | 접지                       |
| 8    | ModSelL | 모듈 선택                  |
| 9    | ResetL  | 모듈 리셋                  |
| 10   | Vcc-Rx  | +3.3 V 수신기 전원 공급    |
| 11   | SCL     | 2선 직렬 인터페이스 클럭   |
| 12   | SDA     | 2선 직렬 인터페이스 데이터 |
| 13   | GND     | 접지                       |
| 14   | Rx3p    | 수신기 비반전 데이터 출력  |
| 15   | Rx3n    | 수신기 반전 데이터 출력    |
| 16   | GND     | 접지                       |
| 17   | Rx1p    | 수신기 비반전 데이터 출력  |
| 18   | Rx1n    | 수신기 반전 데이터 출력    |
| 19   | GND     | 접지                       |
| 20   | GND     | 접지                       |
| 21   | Rx2n    | 수신기 반전 데이터 출력    |
| 22   | Rx2p    | 수신기 비반전 데이터 출력  |
| 23   | GND     | 접지                       |
| 24   | Rx4n    | 수신기 반전 데이터 출력    |
| 25   | Rx4p    | 수신기 비반전 데이터 출력  |
| 26   | GND     | 접지                       |
| 27   | ModPrsL | 모듈 존재                  |
| 28   | IntL    | 인터럽트                   |
| 29   | Vcc-Tx  | +3.3 V 송신기 전원 공급    |
| 30   | Vcc1    | +3.3 V 전원 공급           |
| 31   | LPMode  | 저전력 모드                |
| 32   | GND     | 접지                       |
| 33   | Tx3p    | 송신기 비반전 데이터 입력  |
| 34   | Tx3n    | 송신기 반전 데이터 입력    |
| 35   | GND     | 접지                       |
| 36   | Tx1p    | 송신기 비반전 데이터 입력  |
| 37   | Tx1n    | 송신기 반전 데이터 입력    |
| 38   | GND     | 접지                       |

## 기계적 치수

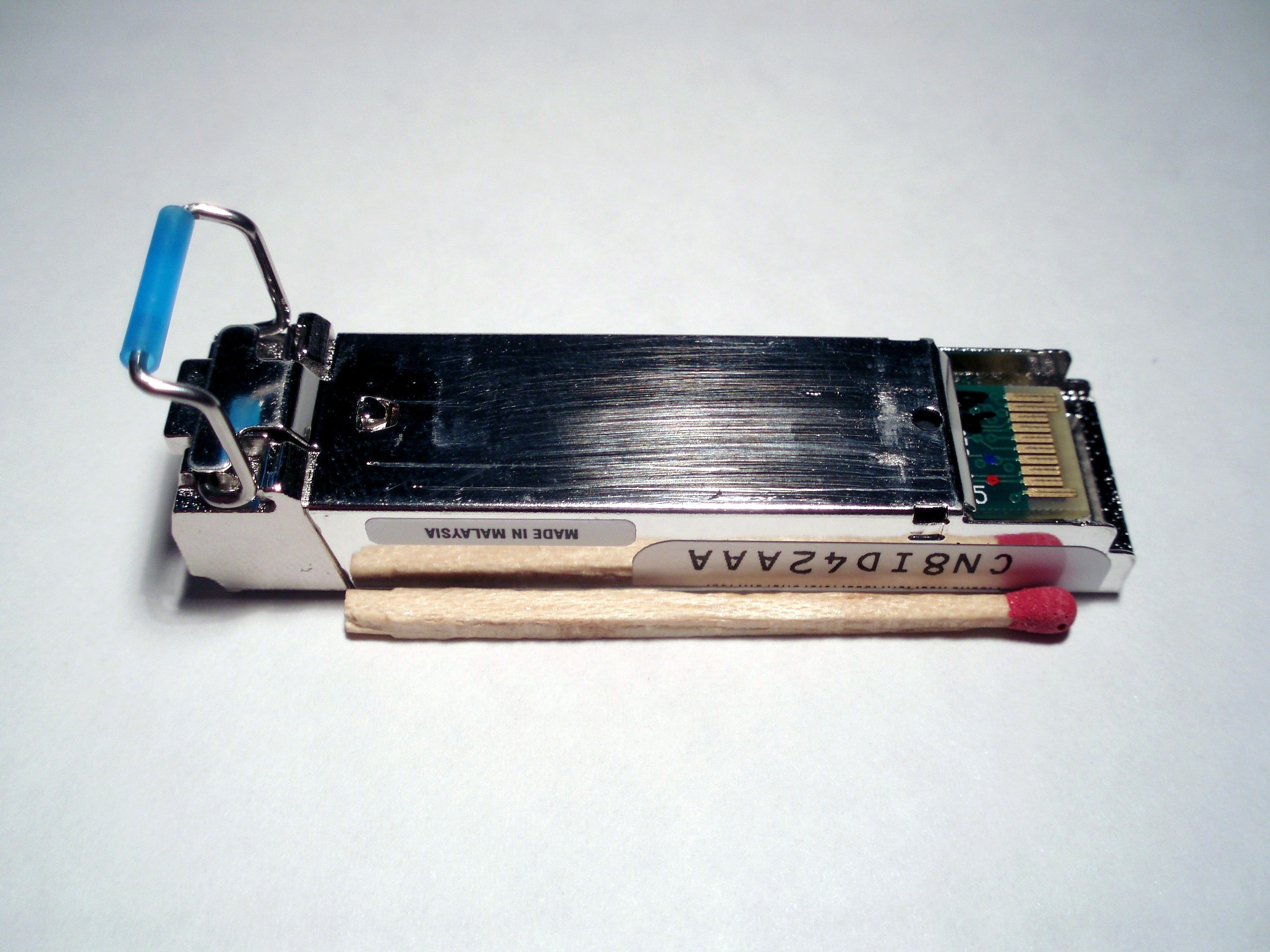
SFP 모듈의 측면도. 가장 긴 치수인 깊이는 56.5 mm이다.

SFP 트랜시버(및 이후의 더 빠른 변형)의 물리적 치수는 이후의 QSFP 대응 모델보다 좁아서 저렴한 어댑터를 통해 SFP 트랜시버를 QSFP 포트에 장착할 수 있다. 둘 다 XFP 트랜시버보다 작다.
|      | SFP  | SFP  | QSFP  | QSFP  | XFP   | XFP   |
| mm   | in   | mm   | in    | mm    | in    |       |
| ---- | ---- | ---- | ----- | ----- | ----- | ----- |
| 높이 | 8.5  | 0.33 | 8.5   | 0.33  | 8.5   | 0.33  |
| 너비 | 13.4 | 0.53 | 18.35 | 0.722 | 18.35 | 0.722 |
| 깊이 | 56.5 | 2.22 | 72.4  | 2.85  | 78.0  | 3.07  |

## EEPROM 정보
SFP MSA는 트랜시버의 기능, 표준 인터페이스, 제조업체 및 기타 정보를 설명하는 256바이트 메모리 맵을 EEPROM에 정의하며, 이는 8비트 주소 0b1010000X(0xA0)에서 직렬 I²C 인터페이스를 통해 접근할 수 있다.

## 디지털 진단 모니터링
현대 광학 SFP 트랜시버는 표준 DDM(디지털 진단 모니터링) 기능을 지원한다. 이 기능은 DOM(디지털 광학 모니터링)으로도 알려져 있다. 이 기능을 통해 SFP 작동 매개변수를 실시간으로 모니터링할 수 있다. 매개변수에는 광학 출력 전력, 광학 입력 전력, 온도, 레이저 바이어스 전류 및 트랜시버 공급 전압이 포함된다. 네트워크 장비에서 이 정보는 일반적으로 간이 망 관리 프로토콜(SNMP)을 통해 사용할 수 있다. DDM 인터페이스를 통해 최종 사용자는 광섬유 트랜시버의 진단 데이터 및 경보를 표시할 수 있으며, 트랜시버가 작동하지 않는 이유를 진단하는 데 사용할 수 있다.

## 같이 보기
- 인터커넥트 병목 현상
- 광 통신